# Верхні Татмиші
Ве́рхні Татмиші́ (рос. Верхние Татмыши, чув. Тури Татмăш) — присілок у Чувашії Російської Федерації, у складі Єфремкасинського сільського поселення Аліковського району.
Населення — 100 осіб (2010; 125 в 2002, 167 в 1979, 243 в 1939, 259 в 1926, 226 в 1897, 160 в 1859).
Національний склад (на 2002 рік):
- чуваші — 100 %

## Історія
Засновано 19 століття як околоток присілку Друга Тінсаріна (нині не існує). До 1866 року селяни мали статус державних, займались землеробством, тваринництвом, виробництвом одягу. На початку 20 століття діяло 3 вітряки, 2 водяних млини. 1921 року відкрито початкову школу. 1930 року створено колгосп «Сыхлать». До 1927 року присілок входив до складу Асакасинської волості Ядринського повіту, з переходом на райони 1927 року — спочатку у складі Аліковського, у період 1962–1965 років — у складі Вурнарського, після чого знову переданий до складу Аліковського району.